# وانيشا سميث
وانيشا سميث (بالإنجليزية: Wanisha Smith)‏ مواليد 9 يوليو 1985 في سينسيناتي، هي لاعبة كرة سلة أمريكية. تم اختيارها من قبل فريق نيويورك ليبرتي خلال الدرافت. لعبت كرة السلة الجامعية في جامعة ديوك. لعبت مع ديترويت شوك في الاتحاد الوطني لكرة السلة النسائية.

## روابط خارجية
- وانيشا سميث على موقع الاتحاد الوطني لكرة السلة النسائية (الإنجليزية)
- وانيشا سميث على موقع كلية كرة السلة في سبورتس رفرنس.كوم (الإنجليزية)
- وانيشا سميث على موقع بروبوليرز (الإنجليزية)
- وانيشا سميث على موقع سبورتس رفرنس (الإنجليزية)